# آنتون لوئنگو
آنتون لوئنگو (اسپانیایی: Antton Luengo‎؛ زادهٔ ۱۷ ژانویهٔ ۱۹۸۱) دوچرخه‌سوار اهل اسپانیا است. وی در مسابقات جیرو دیتالیا شرکت کرده است.